# جمعية دارين الخيرية
جمعية دارين الخيرية هي منظمة خيرية مقرها بلدة دارين، بمحافظة القطيف، في المنطقة الشرقية للمملكة العربية السعودية. وهي مسجلة لدى وزارة الشؤون الاجتماعية برقم (59). تأسست جمعية دارين الخيرية في: 16 نوفمبر 1981م - 20 محرم 1402هـ.

## الأهداف
1. تقديم المساعدات الخيرية والعينية في الحوادث والكوارث للمتضررين.[1]
2. تقديم المساعدات الخيرية مالية أو عينية على هيأة رواتب ثابتة أو مساعدات مؤقتة للأفراد والعائلات المستحقة للمساعدة.[1]
3. مساعدة المرضى والمعوزين والمعوقين وتسهيل تقديم العلاج لهم حتى يتم إيصالهم للمستشفيات الحكومية.[1]
4. الاهتمام بالمساجد والمرافق العامة كمغاسل الموتى وإصلاح المقابر.[1]
5. المشاركة والقيام بمشروعات تهدف إلى تقديم خدمات اجتماعية مختلفة بالبلدة.[1]

## المستفيدون
1. الأيتام.[1]
2. الفقراء.[1]
3. الأطفال.[1]
4. الغارمون.[1]
5. الأرامل والمطلقات.[1]

## النشاطات والمشاريع

### نادي الجزيرة
نادي الجزيرة هو نادي رياضي يقع في دارين،المملكة العربية السعودية تأسس عام 1386هـ (1966م) .

شعار نادي الجزيرة بدارين. إحدى المشاريع التي تراعها جمعية تاروت الخيرية.

## الأقسام واللجان

### لجنة البحوث الاجتماعية
أعضاء اللجنة:
- عيسى أحمد خليفة السادة: مقرر.
- على يوسف حمد الذوادي: عضو
- سلمان فرج علي البنعلي: عضو.

### لجنة تحسين المساكن
أعضاء اللجنة:
- عيسى عبد الرحمن عيسى الحمدان: مقرر.
- عمر محمد علي العميري: عضو.
- فيصل راضى جاسم الخالدي: عضو.

### لجنة رياض الأطفال والمواصلات
أعضاء اللجنة:
- على يوسف حمد الذوادى: مقرر.
- على يوسف حمد الذوادى
- عيسى عبد الرحمن عيسى الحمدان
- سلمان فرج علي البنعلي

### لجنة المنازل والتحسينات المنزلية
أعضاء اللجنة:
- سامى محمد صالح العميرى: مقرر.
- عيسى عبد الرحمن عيسى الحمدان: عضو.
- على يوسف حمد الذوادى: عضو.

### لجنة المستودع
أعضاء اللجنة:
- عيسى عبد الرحمن عيسى الحمدان: مقرر.
- سامى محمد صالح العميرى: عضو
- إبراهيم سالم محمد الهاجري: عضو.

## الفريق الإداري
- المدير التنفيذي: إبراهيم سالم محمد الهاجرى.[3]
- كاتب إداري: عرفان سلطان محمد البنعلى.

## وصلات خارجية
- موقع جمعية دارين الخيرية الرسمي.
- جمعية دارين الخيرية على موقع جيران.